# Santa Maria Magdalena de Pradell
Santa Maria Magdalena és una església al nucli de Pradell de la Teixeta (Priorat) protegida com a bé cultural d'interès local.
La nova església substituí la romànica anterior, sobre la ubicació de la qual hi ha dubtes. Fou iniciada el 1771, encarregant-se de la construcció Josep Munté i Joan Bages, mestre de cases de Montbrió i fou sufragada pels veïns amb donacions amb prestacions. Fou oberta al culte el 22 de juliol de 1779.
Fou dotada progressivament d'altars de gran vàlua cremats el juliol de 1936. Entre els altars construïts n'hi havia un de major dedicat a Santa Maria Magdalena, un altre a la Mare de Déu del Roser, al Sant Crist, a Sant Joan Baptista, a la Puríssima Concepció de Maria i a la Mare de Déu del Carme.
Edifici de planta rectangular, bastit de maçoneria arrebossada amb reforç de carreu als angles i cobert per teulada a dues vessants. Interiorment es resol en una nau principal i dues laterals separades per àmplies pilastres que conformen una nau principal i dues laterals separades per àmplies pilastres que conformen dues tramades, amb cor a la primera i obrint capelles laterals. El creuer presenta una atípica planta octogonal, coberta per una cúpula en mal estat de conservació. D'un fris continu arrenca la volta de la nau, en arc de mig punt amb llunetes i les laterals són cobertes per volta d'aresta.
La façana presenta un ull de bou i una portalada en arc de mig punt emmarcada per dues falses columnes i rematada per un frontó amb una fornícula que conté una imatge moderna de santa Maria Magdalena. El campanar, als peus, és de planta quadrada i resolució octogonal, amb coberta piramidal.